# Kognitivne distorzije
Kognitivne distorzije ili greške u mišljenju su poremećaji u kojima um neke osobe stavlja „spin” na događaje koje vidi i pripisuje ih neobjektivnoj interpretaciji onoga što doživljava - ili se događa stalno. Naročito su česte kod osoba sa depresijom i drugim poremećajima raspoloženja. Ove greške u mišljenju (kognitivne distorzije) smatraju se uzrokom emocionalnih poremećaja (npr depresija, anksiozni poremećaj) ili pravcem kojim se neka osoba kreće ka iracionalnim uverenjima koja te poremećaje potkreplju. Čovek često ovih grešaka uopšte nije svestan i ako uspe da ih otkrije i shvati kao pogrešne, on može da ih promeni. A to se može postići samo ako doživljaje realistički sagledamo kako bi čak iako nisu prijatni bili upotrebljeni u našu korist, a ne protiv nas. U tom smislu jedan od koraka, kao otkrivanju i prevenciji kognitivnih distorzija je osvešćivanje grešaka koje u mišljenju pravimo.
Kako kognitivne distorzije mogu biti komponente kognitivne restrukturacije, jedne od najčešće upotrebljavanih tehnika u svim psihoterapijskim pravcima, u kojima psihoterapeuti iako nastoje da naprave i da potenciraju razliku među pravcima koje primenjuju, ipak ukazuju na činjenicu da psihoterapijski pravci imaju mnogo više zajedničkog i da su zasnovani na fundamentalnim i univerzalnim principima iz kojih proizilaze razne tehnike kognitivne restrukturacije. 

## Istorija
Psiholog Aaron T. Beck je među prvima došao do teorije kognitivnih distorzija šezdesetih godina 20. veka, i od tada mnogi terapeuti pomažu pacijentima da žive više pozitivnim životom tako što su „lovili” svoje kognitivne distorzije i ispravljali ih. Jer kada pacijent zna šta treba tražiti, on lako uočava kognitivne distorzije u drugima. Možda je malo teže uočiti svoje, ali je moguće. To obično donosi trajne pozitivne promene u načinu na koji doživljavamo stresore u našem životu. Zato je kognitivna restrukturacija (po bihevioralno-kognitivnoj terapiji) postala savremena tehnika kojom se preispituju misli koje izazivaju negativne emocije.
Tako je nastao jedan od principa vrlo uspešne i brze psihoterapije nazvane kognitivna terapija.

## Osnovne postavke
Kognitivne distorzije o kojima je ovde reč spadaju u kategorije automatskog mišljenja, i zato ih mnogi od nas uzimaju zdravo za gotovo. Često govorimo kao da nas događaji ili drugi ljudi „čine" sretnima ili tužnima ili uplašenim ili uzbuđenim. Ali to nije sasvim tačno, jer događaji koji su izvan nas izazivaju da se osećamo na određeni način; misli u nama veruju o one spoljne događaje koji „čine” da se osjećamo zadovoljno ili tužno. Međutim moramo napraviti izuzetak od ovoga u slučaju fizičkog osećaja. Evo primera: 
Ako je sve jednako, ako sam u bolu, neću biti sretan; ako uživam u dobrom obroku, iskusiću zadovoljstvo. Ako uzimam sredstva za smirenje, osećaću se smireno. Međutim većina naših osećaja se ne može uzeti u obzir u smislu našeg fizičkog okruženja. Iznenađujuće je to što se često naša osećanja suprotna od onoga što bismo očekivali promatrajući naše akcije i okolinu.

Čak i kada se čini da reagujemo direktno na događaje u našoj okolini, ako pogledamo detaljnije možemo shvatiti da to nije tako jednostavno. Mi ne reagujemo direktno na događaj; reagujemo na našu interpretaciju događaja. Aron T. Beck, psihijatar koji je dugi niz godina proučavao odnos između misli i osjećaja, o tome piše:
Osoba koja je obučena da prati svoje misli...više puta može da vidi da njegova interpretacija situacije prethodi njegovom emocionalnom odgovoru na nju. Na primer, on vidi automobil koji ide prema njemu; onda, on misli: „To će me pogoditi", i oseća se zabrinuto. Osim toga, kada osoba promeni svoju procenu situacije, njegova emocionalna reakcija se menja. Mlada žena je verovala da je prijateljica prošla pored nje, a da joj se nije javila. Pomislila je: „On me ignoriše" i oseća se tužno. Posle drugog pogleda, shvatila je da ta osoba uopšte nije njena prijateljica i joj je osećaj povređenosti nestao.
Na isti način kao što se ne tako često osećamo „zdravo za gotovo”, mi često i naše misli uzimamo „zdravo za gotovo”. To je zato što većina misli koje nas trenutno okupiraju nisu zaključci iz rezonovanja o događajima; već automatske misli, mišljenja po navici, koje nam dolaze tako lako, i za koja pretpostavljamo da dolaze izvan naših glava.

## Neke od tipičnih kognitivnih distorzija

### Skok na zaključke
Ljudi ovo stalno rade, jer umesto da iz dokaza izvedu logične zaključke, oni se usmeravaju na zaključak (često negativan), a zatim traže dokaze koji bi ih podržali, ignorišući realne dokaze.
 „Skakači” na zaključke često mogu postaju žrtva čitanja misli drugih (jer vjeruju da znaju istinske namere drugih bez razgovora s njima) i proriču sudbinu (i predviđajući kako će se stvari odvijati u budućnosti oni veruju da su ta predviđanja istinita).

### Fokusiranje na negativno
Preteranom generalizacijom i zanemarivanje pozitivnog, pojedinci se fokusiraju na negativno. Osobe koje na ovaj način razmišljaju, one propuštajući svoje misli kroz nekakav „mentalni filter” pa umesto da primete brojne pozitivne stvari koje se dešavaju oko njih, one se fokusiraju na onu jednu koja je negativna. 

### Preterana generalizacija
Slično mentalnom filtriranju i diskvalifikaciji pozitivnog, kao oblik kognitivna distorzija podrazumijeva stavljanje jačeg naglaska na negativne događaje i umanjenje pozitivnih. 
 Drugi oblik ove distorzije poznat kao katastrofalno mišljenje, u kome osoba umišlja, a zatim i očekuje najgori mogući scenario, što kod nje može dovesti do velikog stresa.

### Personalizacija
Personalizacija je premeštanje svega što se dešava na polju sopstvenog bića, na negativan način. Oni koji personalizuju svoje stresore imaju tendenciju da sebe ili druge okrivljuju za stvari nad kojima nemaju kontrolu, stvarajući stres tamo gde to ne mora biti. Oni koji su skloni personalizaciji imaju tendenciju da sebe okrivljuju za postupke drugih ili krive druge za svoja osećanja. 

### Etiketiranje
Etiketiranje, koje je samo jedna od forma preterane generalizacije, karakteriše se time što osoba može „lepiti etiketu” na sebe, druge ili život uopšte. 
 Misleći na ovaj način, i etiketirajući svoje misli, ta osoba blokira put ka konstruktivnim rešenjima jer sve što oko sebe uočava jeste ta loša etiketa sa kojom identifikuje čitavo biće (ili život).

### Diskvalifikacija pozitivnog
Ova distorzija često je u vezi sa prethodnom vrstom greške (ali ne mora biti). Osoba iznova pronalazi razloge zašto se sve one dobre i pozitivne stvari i događaji ne računaju. 
 Takva osoba kada uspe u nečemu smatra da je to bila stvar trenutne sreće i slično,a ne njenih sposobnosti,dovodeći sebe u razmišljanje da stanja u kome se ona oseća neadekvatno, što kod nje neretko stvara depresiju.

### Mentalno filtriranje
Oni koji teže mentalnom filtriranju preterana generalizuju stvar i zanemaruju pozitivno, time „prikrivaju” pozitivne događaje a zadržavaju u pamćenju negativne. 

## Kako otkriti kognitivne distorzije?
Prvi korak u pronalaženju kognitivne distorzije od strane pacijenta je da ustanovi da li misao ima kognitivnu distorziju ili više kognitivnih distorzija. Kada pacijent preispita ove misli, on mora da utvrdi činjenicu da misao, pošto mu je pala na pamet, i u njemu izaziva užasan strah od ludila, gubitka kontrole... ne znači automatski da je istinita (npr. kada izađem na terasu, kvrcnuće mi u glavi i skočiću da devetog sprata”). 
Interesantno je napomenuti da nekoliko kognitivnih distorzija zapravo može raditi u pacijentovu korist, i zato treba pacijenta naučiti da znati kada da ih iskoristi u svoju korist.

### Neka od pitanja za otkrivanje kognitivnih distorzija
Kako bi neka osoba ispitala istinitost svog mišljenja, poput ovog...pošto me prijatelji ne zovu, a vikend je, to znači da nikome nije stalo do mene, ona može sebi, naći racionalan odgovor na sledeća postavljena pitanja:
- Da li su je prijatelji ranije zvali, izlazili zajedno s njom?
- Da li se nekad ranije dešavalo da se ne čuju telefonom, a da joj sledećeg dana (vikenda) pomognu oko nečega, organizuju zajedničko druženje?

Ako je odgovori na navedena pitanja „Da!” ta osoba može doći do pozitivnog zaključka i nađe određeno opravdanje i razlog da nazove prijatelje i sazna zašto joj se ne javljaju. Na taj način osoba koja preispituje svoje misli ne bi u sebi automatski izazvala osećanje očaja.

## Literatura
- Chesterton, G. K. Lunacy and Letters. New York: Sheed & Ward, 1958.
- Davis, Stan, and Jim Botkin. The Monster Under the Bed: How Business Is Mastering the Opportunity of Knowledge for Profit. New York: Simon and Schuster, 1994.
- Dweck, Carol S. Self-theories: Their Role in Motivation, Personality, and Development. Philadelphia: Psychology Press, 2000.
- Langer, Ellen J. The Power of Mindful Learning. New York: Addison-Wesley, 1997.
- Norman, Donald A. Things That Make Us Smart: Defending Human Attributes in the Age of the Machine. New York: Addison-Wesley, 1993.
- Perkins, David. Outsmarting IQ: the Emerging Science of Learnable Intelligence. New York: The Free Press, 1995.

## Spoljašnje veze
|  | Molimo Vas, obratite pažnju na važno upozorenje u vezi sa temama iz oblasti medicine (zdravlja). |